# Arabesque (Tailleferre)
Pour les articles homonymes, voir Arabesque.
Arabesque de Germaine Tailleferre est une œuvre de musique de chambre pour clarinette et piano composée en 1973. La partition est éditée par les Éditions Henry Lemoine.

## Présentation
Adaptation d'un thème de l'opéra de chambre La Petite Sirène de la compositrice, Arabesque est écrit en 1973 pour clarinette et piano.
La partition, dédiée à Désiré Dondeyne, est publiée par Henry-Lemoine en 1973.
Pour Georges Hacquard, « le génie mélodique de Germaine Tailleferre est éclatant » dans la pièce et « l'on peut s'étonner que l'Arabesque ou la Valse lente [...] ne soient pas devenus des tubes, à l'instar de la valse du Moulin Rouge d'Auric ou du Boléro de Ravel ».
L'œuvre est d'une durée moyenne d'exécution de trois minutes environ.

### Autres références
1. 1 2  Hacquard 1999, p. 262.
2. 1 2  Hacquard 1999, p. 211.
3. ↑  (en) « Arabesque, for clarinet & piano (on a theme fr... », sur AllMusic (consulté le 11 mars 2025)